# Гравець місяця Сегунда Дивізіону
Гравець місяця Сегунда Дивізіону (ісп. Mejor Jugador de Segunda División del mes) — нагорода найкращому футболісту другого дивізіону чемпіонату Іспанії з футболу (Сегунда Дивізіон), що вручається за підсумками кожного місяця впродовж ігрового сезону. Переможець попереднього місяця визначається в перший тиждень наступного місяця. Нагорода вручається з сезону 2013–14.

## Список переможців

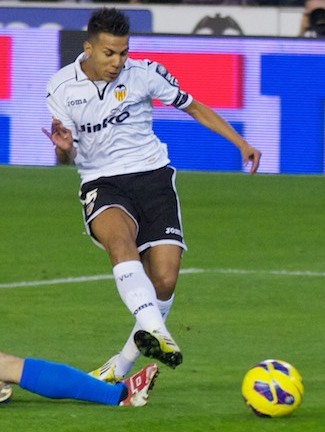
Хонатан Вієра визнавався кращим гравцем місяця Сегунда Дивізіону чотири рази

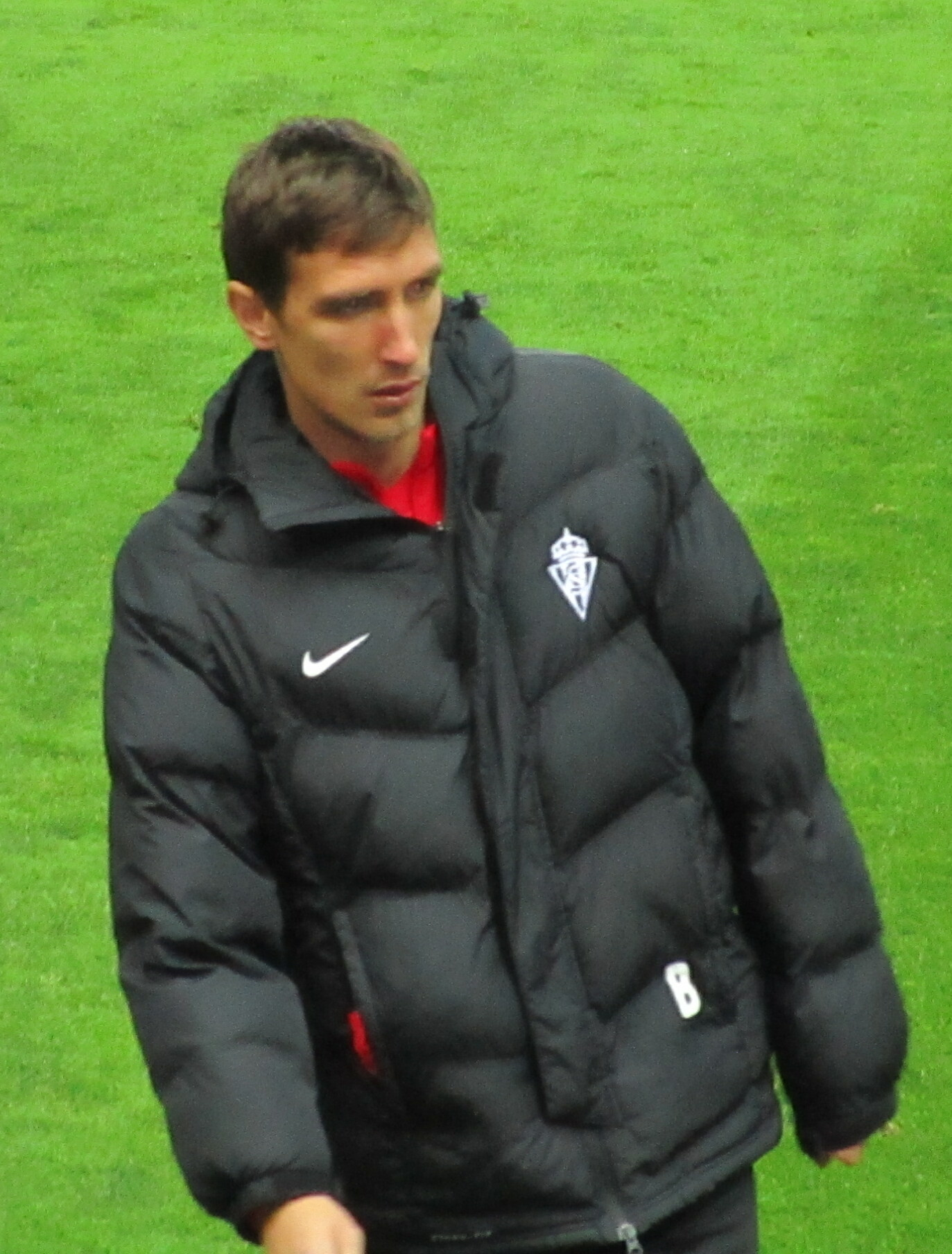
Стефан Щепович став першим гравцем, який був визнаний кращим гравцем місяця в Сегунда Дивізіоні

| †  | Нагорода була поділена з іншим гравцем |
| ВР | Воротар                                |
| ЗХ | Захисник                               |
| ПЗ | Півзахисник                            |
| НП | Нападник                               |

| Місяць   | Рік  | Гравець             | Клуб               | Позиція     | Джерело |
| -------- | ---- | ------------------- | ------------------ | ----------- | ------- |
| Вересень | 2013 | Стефан Щепович      | Спортінг (Хіхон)   | Нападник    | [ 1 ]   |
| Січень   | 2021 | Умар Садік          | Альмерія           | Нападник    | [ 2 ]   |
| Лютий    | 2022 | Умар Садік          | Альмерія           | Нападник    | [ 3 ]   |
| Квітень  | 2023 | Серхі Енріч         | Реал Ов'єдо        | Нападник    | [ 4 ]   |
| Травень  | 2023 | Сандро Рамірес      | Лас-Пальмас        | Нападник    | [ 5 ]   |
| Серпень  | 2023 | Крістіан Альварес   | Реал Сарагоса      | Воротар     | [ 6 ]   |
| Вересень | 2023 | Хаві Пуадо          | Еспаньйол          | Нападник    | [ 7 ]   |
| Жовтень  | 2023 | Йон Баутіста        | Ейбар              | Нападник    | [ 8 ]   |
| Листопад | 2023 | Мігель де ла Фуенте | Леганес            | Нападник    | [ 9 ]   |
| Грудень  | 2023 | Ікер Лосада         | Расінг (Ферроль)   | Нападник    | [ 10 ]  |
| Січень   | 2024 | Себас Мояно         | Реал Ов'єдо        | Нападник    | [ 11 ]  |
| Лютий    | 2024 | Мартін Брейтвейт    | Еспаньйол          | Нападник    | [ 12 ]  |
| Березень | 2024 | Ніко Фернандес      | Ельче              | Півзахисник | [ 13 ]  |
| Квітень  | 2024 | Мончу               | Реал Вальядолід    | Півзахисник | [ 14 ]  |
| Серпень  | 2024 | Андрес Мартін       | Расінг (Сантандер) | Нападник    | [ 15 ]  |
| Вересень | 2024 | Алекс Санкріс       | Бургос             | Півзахисник | [ 16 ]  |
| Жовтень  | 2024 | Іньїго Вісенте      | Расінг (Сантандер) | Півзахисник | [ 17 ]  |
| Листопад | 2024 | Альфонсо Ерреро     | Малага             | Воротар     | [ 18 ]  |
| Грудень  | 2024 | Патрік Соко         | Уеска              | Нападник    | [ 19 ]  |
| Січень   | 2025 | Алеман              | Реал Ов'єдо        | Нападник    | [ 20 ]  |
| Лютий    | 2025 | Хав'єр Онтіверос    | Кадіс              | Нападник    | [ 21 ]  |
| Березень | 2025 | Хоакін Панічеллі    | Мірандес           | Нападник    | [ 22 ]  |
| Квітень  | 2025 | Лукас Боє           | Гранада            | Нападник    | [ 23 ]  |